# 史丹佛研究園區
史丹佛研究園區（英語：Stanford Research Park），是一個位於美國加利福尼亞州帕羅奧圖的科技園區，園區土地所有權屬於史丹佛大學。建立於1951年，原名為史丹佛工業園區（英語：Stanford Industrial Park），宣稱是世界上第一個以科技為主軸的事業園區。史丹佛研究園區的構想與成功一般歸功於弗雷德里克·特曼，此園區是當時第一個由大學成立的自有工業園區，並且它的成立在矽谷的創建中扮演著關鍵的角色。早期的承租戶包含有惠普，奇異與洛克希德。
園區占地700英畝（2.8平方公里），此地區環繞佩奇米爾路，南到皇家路。現在由史丹佛管理公司負責營運，此公司創建於1991年，用來管理大學的財務及房地產。園區中有162棟建築物，23,000位職工為140家不同的公司工作。
此園區目前仍是惠普總部所在地及直到最近的臉書前總部的所在地。從1990年代早期開始，很多大型美國律師事務所已在此園區內或鄰近地區建立矽谷支部，它們公司招牌沿著佩奇米爾路醒目地被展示著。

## 外部連結

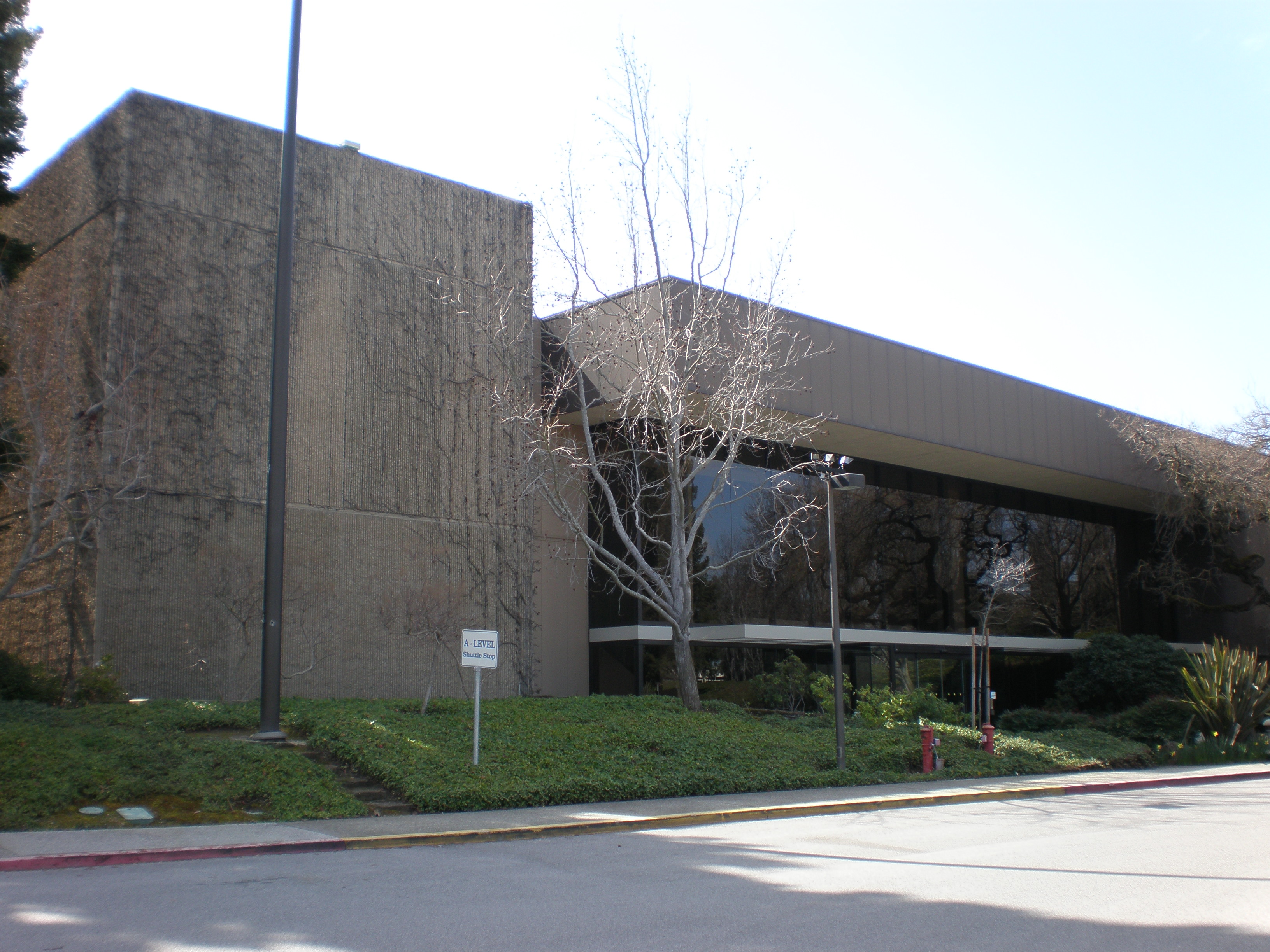
加利福尼亞州帕羅奧圖史丹福研究園區中惠普總部大樓

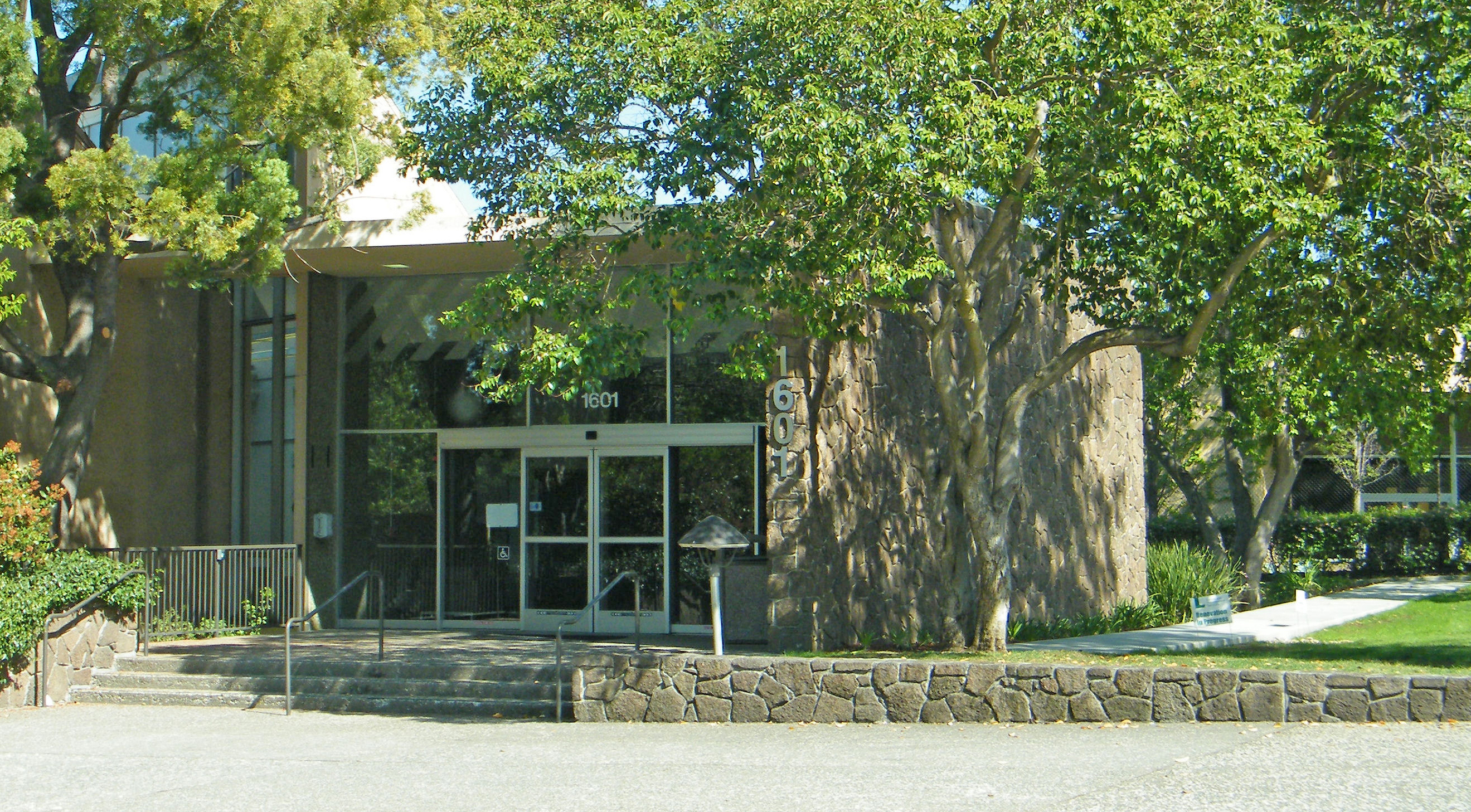
加利福尼亞州帕羅奧圖史丹福研究園區中臉書前總部大門

- （英文）The History of Stanford Research Park
- （英文）Stanford Research Park at Stanford University （页面存档备份，存于）

37°24′25″N 122°09′06″W / 37.4069°N 122.1518°W